# Archives principales d'État de Dresde
 (février 2023).

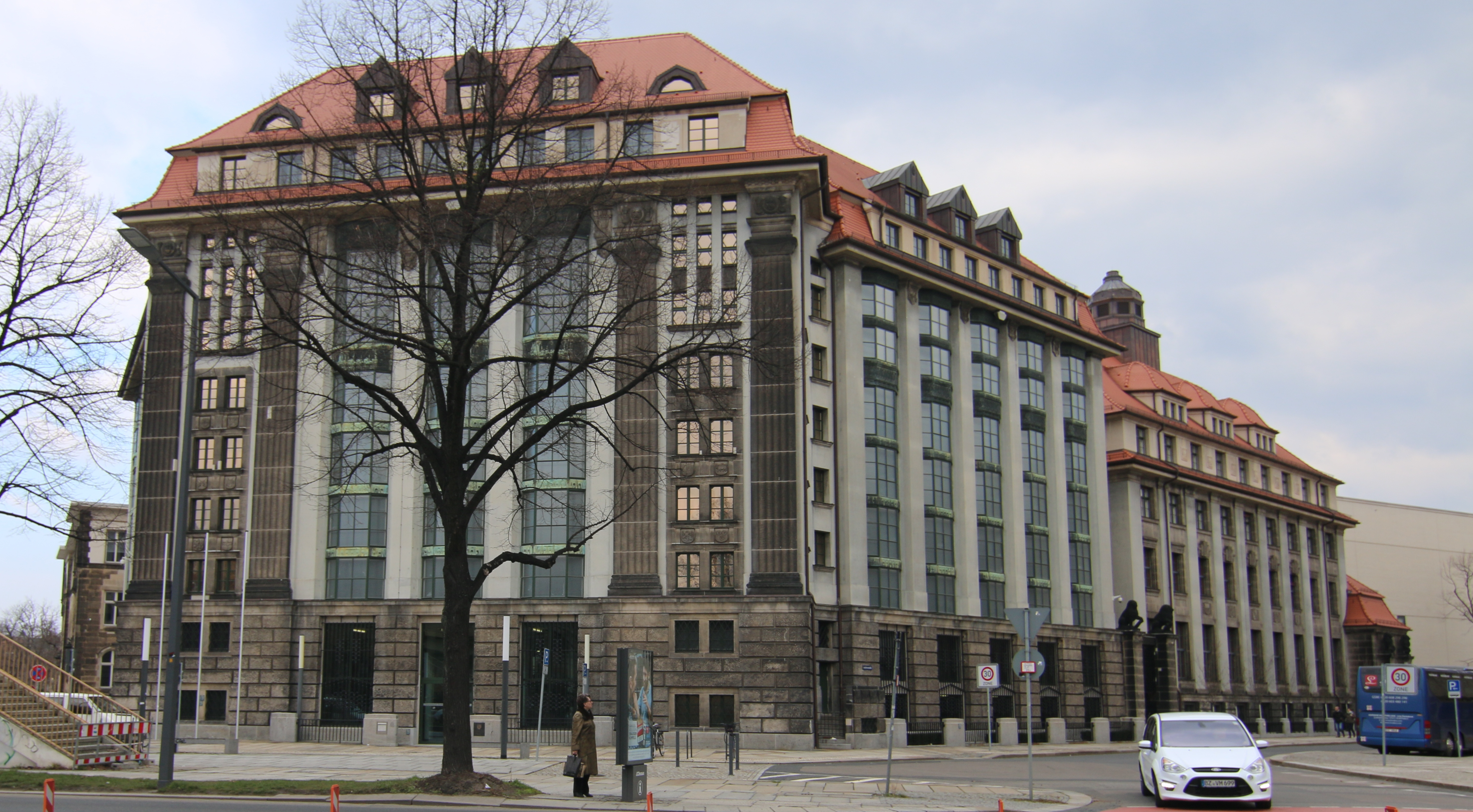
Vue sur la rue des archives principales d'État depuis l'Albertstraße, au premier plan l'ancien bâtiment du magasin, à droite le bâtiment administratif

Les Archives principales d'État de Dresde est le plus grand département des Archives d'État de Saxe (de). Il contient les archives ministérielles de l'État libre de Saxe et les archives des autorités centrales du Royaume et de l'électorat de Saxe.
Le bâtiment est situé dans le quartier gouvernemental (de) dans la Innere Neustadt de Dresde.

## Compétences
En tant que l'une des plus grandes archives d'État allemandes, les archives principales d'État de Dresde stockent environ 40 kilomètres linéaires d'étagères, de documents, de livres officiels, de fichiers, de dessins, de cartes et de plans ainsi que de stockage d'information électroniques et autres de onze siècles d'histoire. La base de l'activité est la loi sur les archives de l'État libre de Saxe.
Au sein des Archives d'État de Saxe, les archives principales d'État de Dresde sont responsables des archives des ministères de l'État libre de Saxe ainsi que des tribunaux, des autorités et d'autres organismes publics de l'ancien district de Dresde.

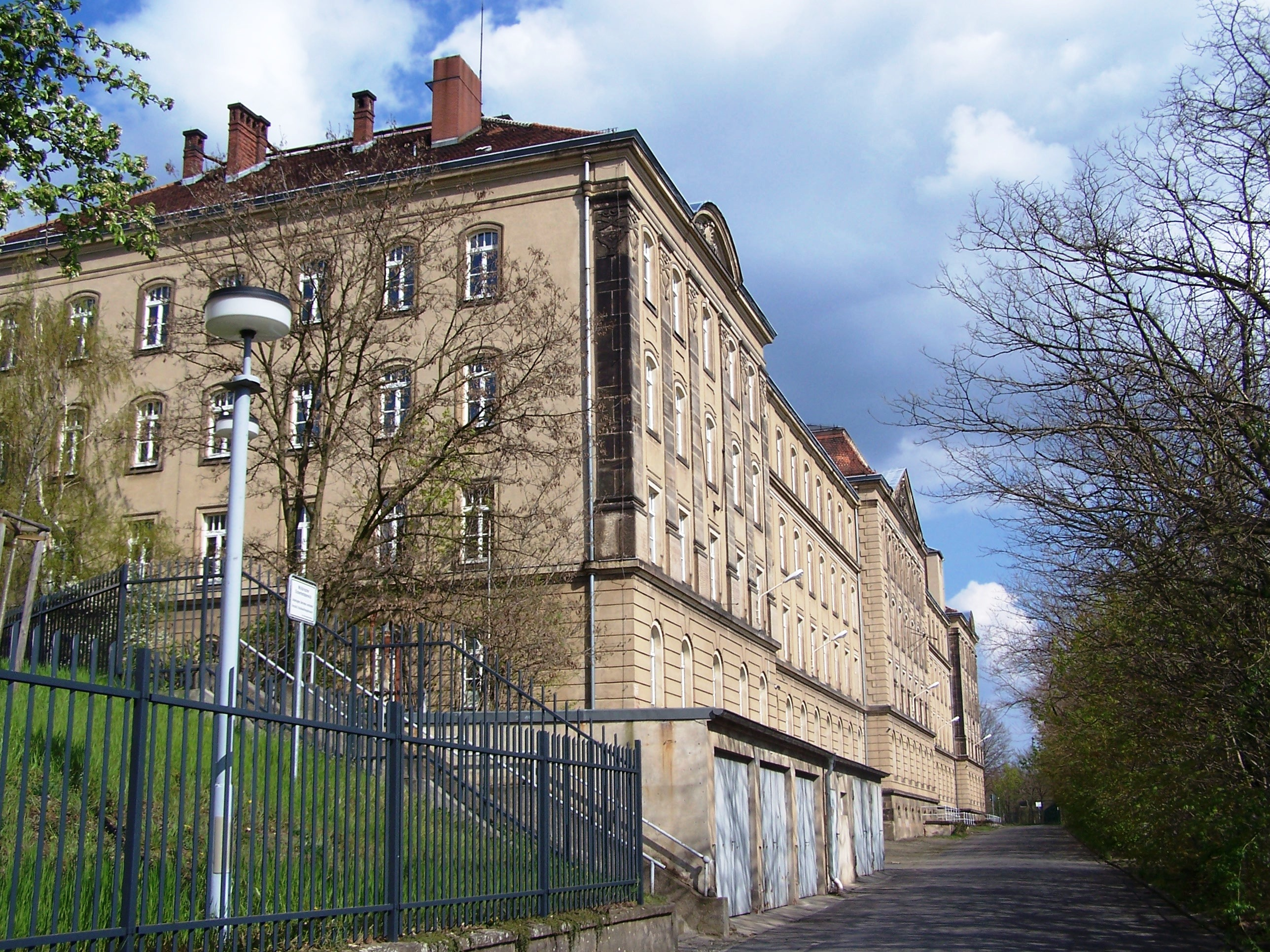
Emplacement alternatif dans l'ancien bâtiment de la bibliothèque d'État de Saxe

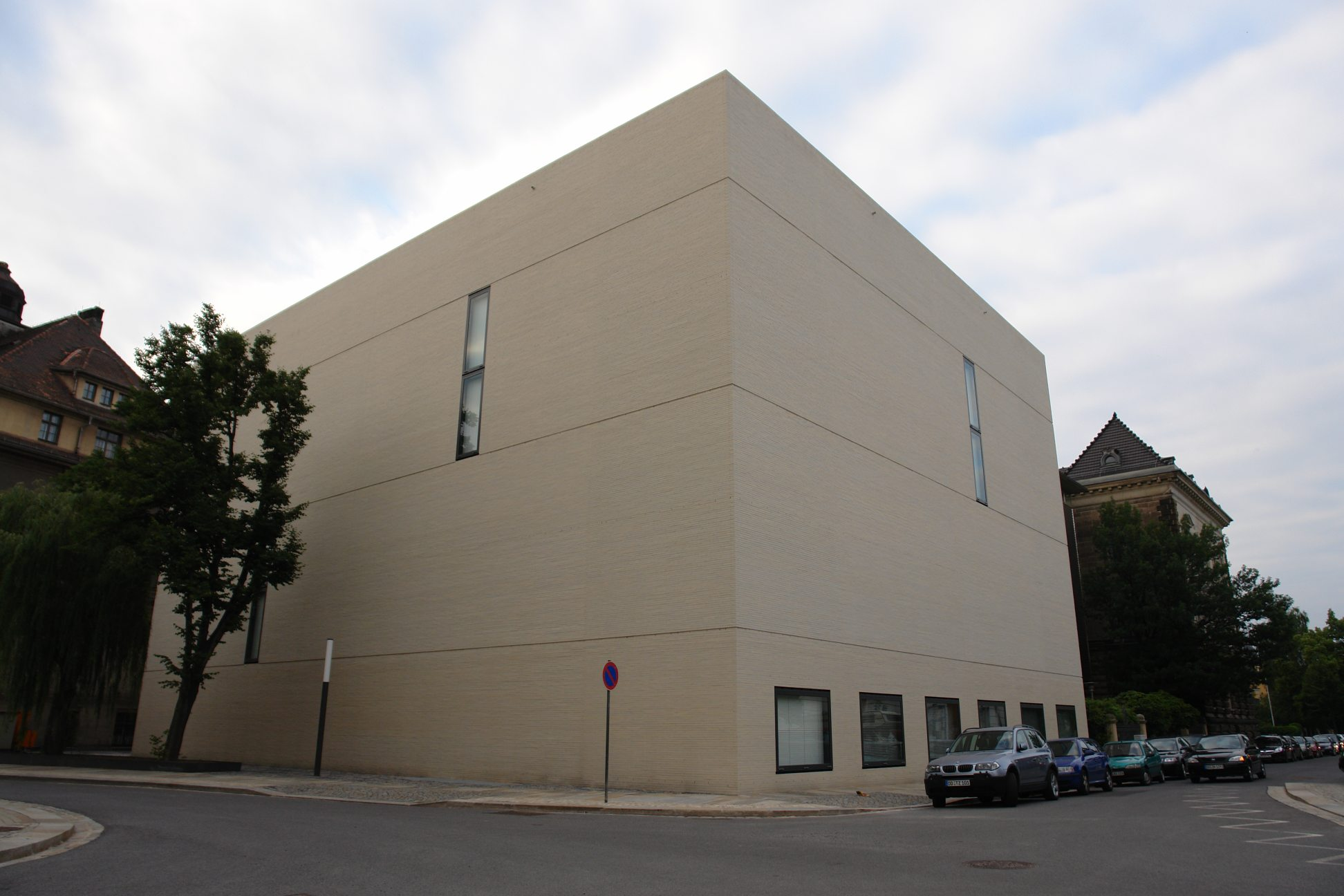
Nouveau bâtiment du magasin (2008)

## Histoire
Les archives principales d'État sont fondées en 1834 pour reprendre les archives des autorités du royaume de Saxe, qui sont dissoutes au cours de la réforme administrative de 1831. Il est issu des Archives secrètes créées en 1702.
Depuis 1915, les archives sont hébergées dans un bâtiment conçu par Ottomar Reichelt (de) et Heinrich Koch (de) construit entre le 5 septembre 1912 et le 7 juin 1915 dans l'Albertstraße (de)/Archivstraße. Le complexe de bâtiments historiques composé du remarquable entrepôt de l'Albertstraße, du bâtiment administratif avec l'ancienne salle de lecture de l'Archivstraße et de la chaufferie à l'arrière est un bâtiment classé.
Jusqu'en 1933, les archives sont les seules à être placées sous la responsabilité juridique de l'État libre de Saxe. À partir de 1952, l'institution pore le nom de Archives principales régionales de Dresde) et est rebaptisée Archives d'État de Dresde en 1965. En 1967, les Archives historiques de la mine de Freiberg sont rattachées aux Archives d'État de Dresde en tant qu'antenne. De 1949 à 1990, l'établissement dépendait de l'administration des Archives d'État de la RDA (de).
Après la reconstruction de l'État libre de Saxe, elles sont devenues l'un des trois centres d'archives d'État de Saxe, aux côtés des antennes de Leipzig et de Chemnitz. Avec la création des Archives d'État de Saxe, les Archives principales d'État deviennent un service de ces dernières au début de l'année 2005 et constituent depuis le 10 octobre 2007 le 2e département des Archives d'État de Saxe.
À partir du 6 octobre 2006, la construction d'un nouveau bâtiment de stockage en tant que bâtiment passif a lieu à l'angle de l'Archivstraße et de l'Erich-Ponto-Straße, au sud, à côté des anciens bâtiments d'archives. Le nouveau bâtiment de stockage de forme carrée comprend neuf étages, dont trois sous-sols, et est relié au sous-sol du bâtiment administratif par un couloir souterrain. Le 26 octobre 2007, l'inauguration est célébrée pour le nouveau bâtiment. Après l'achèvement du nouveau bâtiment, la rénovation de la structure historique est effectuée, à l'exception de la chaufferie. À cette occasion, l'atrium de l'ancien magasin, jusqu'alors inutilisé, est transformé en hall d'atrium grâce à une construction de toit en verre et une nouvelle entrée est aménagée depuis l'Albertstraße. L'ancien immeuble de la bibliothèque d'État et universitaire de Saxe à Dresde dans une ancienne caserne à Albertstadt sur la Marienallee de Dresde, sert de site de repli jusqu'à la fin des travaux. Le 17 octobre 2011, le nouvel espace public dans l'ancien bâtiment des magasins est ouvert à la consultation, et à la mi-novembre, les archives restantes sont rapatriées du site alternatif de la Marienallee.
Le nouvel atrium au rez-de-chaussée du bâtiment historique des magasins constitue désormais le noyau de l'espace public. Celui-ci est entouré par les salles de lecture aménagées sur deux étages avec galerie. Les étages supérieurs continuent à servir de magasins. Depuis octobre 2011, les archives d'État de Saxe trouvent également leur nouveau siège dans le bâtiment administratif rénové. La salle de lecture historique aux boiseries du bâtiment administratif est utilisée comme salle de conférence.

## Personnalités
Directeurs depuis sa création en tant qu'Archives secrètes en 1702 (Archives principales d'État depuis 1834) :
- 1702–1718 Johann Friedrich Reinhardt
- 1718–1725 Michael Heinrich Gribner (de)
- 1725–1753 Adam Friedrich von Glafey
- 1753–1761 Georg Leberecht von Wilcke (de)
- 1762–1765 Christian Gotthelf von Gutschmid (de)
- 1765–1794 Karl Rudolph Gräfe (de)
- 1794–1832 Karl Gottlob Günther (de)
- 1833–1836 Ferdinand August Meißner (de)
- 1836–1848 Friedrich Wilhelm Tittmann (de)
- 1849–1879 Karl von Weber (de)
- 1880–1882 Cäsar von Witzleben (de)
- 1882–1906 Paul Hassel (de)
- 1906–1919 Otto Posse (de)
- 1919–1928 Woldemar Lippert (de)
- 1928–1936 Hans Beschorner (de)
- 1937–1958 Hellmut Kretzschmar
- 1959–1974 Horst Schlechte (de)
- 1975–1994 Reiner Groß (de)
- 1994–2004 Guntram Martin

Avec la création des Archives d'État de Saxe en 2005, le poste de directeur des Archives d'État principales est supprimé. Le chef de service continue à être Guntram Martin de 2005 à 2017, avec le poste de chef de département à partir du 10 octobre 2007. Depuis le 1er septembre 2017, le service est dirigé à titre provisoire par Peter Wiegand, qui est officiellement nommé chef de service le 20 mars 2018.
Autres archivistes importants :
- Karlheinz Blaschke (de)
- Hans Brichzin (de)
- Theodor Distel (de)
- Hubert Maximilian Ermisch (de)
- Johannes Falke (de)
- Agatha Kobuch (de)
- Manfred Kobuch (de)
- Wilhelm Ernst Tentzel
- Karl Eduard Vehse